# Sepp van den Berg
Sepp van den Berg, född 20 december 2001, är en nederländsk fotbollsspelare som spelar för Brentford.

## Karriär

### PEC Zwolle
van den Berg gjorde Eredivisie-debut för PEC Zwolle den 11 mars 2018 i en 2–0-förlust mot Groningen, där han blev inbytt i halvlek mot Erik Bakker.

### Liverpool
Den 27 juni 2019 värvades van den Berg av Liverpool. Den 1 februari 2021 lånades han ut till Preston North End på ett låneavtal för resten av säsongen 2020/2021. Den 21 juni 2021 förlängdes låneavtalet ytterligare en säsong. Den 30 augusti 2022 lånades van den Berg ut till tyska Bundesliga-klubben Schalke 04 på ett säsongslån. Den 13 juli 2023 lånades han ut till tyska Mainz 05 på ett säsongslån.

### Brentford
Den 22 augusti 2024 värvades van den Berg av Brentford, där han skrev på ett femårskontrakt.

## Privatliv
Sepp van den Bergs yngre bror Rav van den Berg är också fotbollsspelare.